# نووو بردو
نووو بردو (به صربی: Novo Brdo) یک شهرستان در صربستان است که در Pristina District واقع شده‌است. نووو بردو ۲۰۴٫۲۵ کیلومتر مربع مساحت و ۶٬۷۲۹ نفر جمعیت دارد و ۹۴۶ متر بالاتر از سطح دریا واقع شده‌است.